# 9P/Tempel 1
9P/Tempel 1 ist ein kurzperiodischer Komet, der im Sommer 2005 durch die NASA-Raumsonde Deep Impact untersucht wurde.

## Entdeckung
Der Komet Tempel 1 wurde am 3. April 1867 in der Sternwarte von Marseille von dem sächsischen Astronomen und Lithographen Ernst Wilhelm Leberecht Tempel entdeckt. Spätere Berechnungen zeigten, dass er damals 0,71 Astronomische Einheiten (AE) von der Erde und 1,64 AE von der Sonne entfernt war. Tempel beschrieb damals, dass der Komet einen scheinbaren Durchmesser von 4 bis 5 Bogenminuten hatte.

## Umlaufbahn
Zur Zeit seiner Entdeckung hatte der Komet eine Umlaufszeit von rund 5,7 Jahren. Im Jahr 1881 näherte sich der Komet bis auf 0,55 AE an den Planeten Jupiter, wobei durch die Gravitationswirkung des Planeten die Bahn des Kometen so verändert wurde, dass sich die Umlaufzeit auf 6,5 Jahre verlängert hat. Durch diese Bahnänderung ging der Komet zunächst verloren. Als in den 1960er Jahren seine Bahn unter Berücksichtigung der Bahnstörung durch die Planeten berechnet werden konnte, zeigte sich, dass sich der Komet in der Zwischenzeit noch zweimal an Jupiter annäherte (1941 auf 0,41 AE und 1953 auf 0,77 AE), sodass sich seine Umlaufszeit in etwa auf den heutigen Wert von 5,5 Jahren verkürzt hatte. Nach diesen neuen Bahnbestimmungen konnte der Komet nachträglich im Dezember 1968 auf einer Fotoplatte vom Juni 1967 aufgefunden werden. Endgültig bestätigt wurde die Wiederauffindung bei der Wiederkehr des Kometen im Jahre 1972. Aktuell ist er im Perihel 1,53 AE und im Aphel 4,758 AE von der Sonne entfernt und seine Bahnneigung gegen die Ekliptik beträgt 10,5°.

## RaumsondeDeep Impact
Während seiner Erscheinung im Sommer 2005 wurde der Komet Tempel 1 nicht nur von Teleskopen, sondern auch von der Raumsonde Deep Impact untersucht. Die Raumsonde der NASA setzte ein 372 kg schweres, kühlschrankgroßes Projektil frei, das mit einer Relativgeschwindigkeit von 10,3 km/s (37.080 km/h) auf dem Kometenkern aufschlug, und beobachtete den Einschlag dieses sogenannten Impaktors aus einer Entfernung von rund 8600 km. Dabei wurden rund 4500 Bilder aufgenommen. Anschließend passierte die Raumsonde den Kometen in etwa 500 km Abstand, konnte dabei jedoch keine Beobachtungen durchführen, da ihre Instrumente zum Schutz vor den ausgeworfenen Partikeln vom Kometen abgewendet werden mussten. Das Ereignis wurde auch von mehreren im Weltraum und auf der Erde stationierten Teleskopen beobachtet.

### Ergebnisse

Einschlag des Impaktors auf dem Kometen Tempel 1

Die Größe des Kometen konnte durch die Aufnahmen der Raumsonde auf 7,6 × 4,9 km und seine Albedo mit 0,04 bestimmt werden.
Vor dem Aufprall des Impaktors waren sich die Wissenschaftler im Unklaren darüber, ob er einen klassischen Einschlagkrater hervorrufen, in den Kometen spurlos eindringen oder gar den gesamten Kometen zerstören würde.
Der Ausgang der Mission erwies sich als eher konventionell. Kurz nach dem Aufprall des Impaktors wurde zunächst ein thermischer Blitz beobachtet, in dem das Geschoss explosionsartig zerstört wurde. Als Folge der Explosion stieg eine Fontäne aus zirka 3.500 °C heißem, geschmolzenem Kernmaterial mit einer Gesamtmasse von rund 4 Tonnen und einer Geschwindigkeit von 5 bis 8 km/s auf. Während sich auf dem Kometenkern ein Impaktkrater mit einem geschätzten Durchmesser von etwa 100 (−50/+100) Meter und einer Tiefe von zirka 30 Meter bildete, wurden weitere 10.000 bis 20.000 Tonnen Material ausgeworfen, davon 3.000 bis 6.000 Tonnen Staub. Demnach besitzt Tempel 1 keine harte Kruste, sondern ist von einer weichen Staubschicht umgeben.
Das freigesetzte Gas breitete sich mit 1 km/s und mehr aus, während die Staubteilchen mit Geschwindigkeiten zwischen 10 und 400 m/s deutlich langsamer waren. Der Großteil des Staubes (etwa 80 %) fiel daher wieder auf den Kern zurück, der restliche Staub und das Gas wurden in die Koma des Kometen, und in weiterer Folge in den interplanetaren Raum, abgegeben. Unerwarteterweise wurde so viel pulverförmiges Material ausgeworfen, dass die Sicht auf den entstehenden Krater völlig verdeckt wurde. Daher konnte die Größe des Kraters nur aus der Masse des freigesetzten Materials abgeschätzt werden. Bilder der Mission Stardust-NExT zeigen den Krater, der etwa 150 m Durchmesser hat und einen Zentralberg aufweist.
Aus der Flugbahn der ausgeworfenen Staubteilchen konnte die Dichte des Kometenkerns zu 0,62 (+0,47/−0,33) g/cm³ – etwa zwei Drittel der Dichte von Wassereis – bestimmt werden. Der Kometenkern scheint aus porösem und zerbrechlichem Material zu bestehen; ungefähr zwischen 50 % und 70 % des Kometenkerns sind leerer Raum. Auf der Oberfläche des Kerns, dessen Oberflächentemperatur zwischen +56 °C und −13 °C lag, konnten in einigen isolierten Regionen Spuren von Wassereis nachgewiesen werden. Im Spektrum des Auswurfmaterials konnte aber Wasser ebenso gefunden werden wie Kohlendioxid, Karbonate, komplexe organische Verbindungen (wie polyzyklische aromatische Kohlenwasserstoffe), Silikate (wie das Mineral Olivin) und Tonminerale. Jedenfalls scheinen die festen Bestandteile gegenüber den flüchtigen Elementen zu überwiegen, sodass Kometen, die bis dahin oft als dirty snowballs (schmutzige Schneebälle) bezeichnet wurden, wohl eher als snowy dirtballs (eisige Schmutzbälle) anzusehen sind.
Die Zusammensetzung und Menge des Auswurfmaterials erinnert an einige bereits untersuchte Kometen der Oortschen Wolke. Möglicherweise entstammen daher einige Kometen aus dem Kuipergürtel, darunter Tempel 1, nahe der Gasriesen-Region der protoplanetaren Scheibe. Dies würde einen gemeinsamen Ursprung für heute weit von der Sonne entfernte Kometen nahelegen.
Eine Überraschung war, dass die Oberfläche des Kometenkerns seit seiner Entstehung nicht nur von Einschlagkratern – die hier zum ersten Mal bei einem Kometen beobachtet wurden – und Unebenheiten durch Verlust von Eis und Sonnenerwärmung gezeichnet ist. Es konnten auch unterschiedliche geologische Schichten beobachtet werden, die an die des kometenähnlichen Saturnmondes Phoebe erinnern. Demnach könnten Kometen bestimmten geologischen Prozessen unterworfen, oder Tempel 1 aus dem Zusammenschluss zweier unterschiedlicher Körper entstanden sein.

## RaumsondeStardust
Eine weitere Untersuchung des Kometen durch eine Raumsonde geschah am 14. Februar 2011. Dabei kam die Sonde Stardust, die bereits seit 1999 unterwegs ist, dem Kometen extrem nahe. Sie flog in lediglich 181 Kilometer Entfernung an Tempel 1 vorbei. Die von der Sonde gemachten Aufnahmen sollen mit jenen von Deep Impact verglichen werden, um zu sehen, was und wie viel sich verändert hat. Auf diese Weise soll damit begonnen werden, die Geschichte einer Kometenoberfläche zu enträtseln. Neben den Fotos beschafft die Raumsonde Informationen über die Zusammensetzung und Menge der Staubpartikel, die vom Kometen Tempel 1 abgesondert werden. Die Forscher wollen auf diese Weise erfahren, wie der Himmelskörper vor Millionen von Jahren entstanden ist.

### Hintergrundinformationen
- Geschichte, Daten und Fotos zu 9P/Tempel 1 (englisch)
- NASA – Deep-Impact-Missionswebseite (englisch)
- How to Make Comet Soup (englisch)
- Deep Impact – Der erste Blick in das Innere eines Kometen JPL/NASA
- Eis auf dem schmutzigen Schneeball